# ورزشگاه پاریس
ورزشگاه پاریس (فرانسوی: Stade de Paris‎) یک ورزشگاه فوتبال در شهر سینت کوین، سن-سن-دنی، فرانسه است.
این ورزشگاه که در سال ۱۹۰۹ تأسیس شده یکی از ورزشگاه‌های میزبان مسابقات فوتبال بازی‌های المپیک تابستانی ۱۹۲۴ بوده‌است.

## نگارخانه

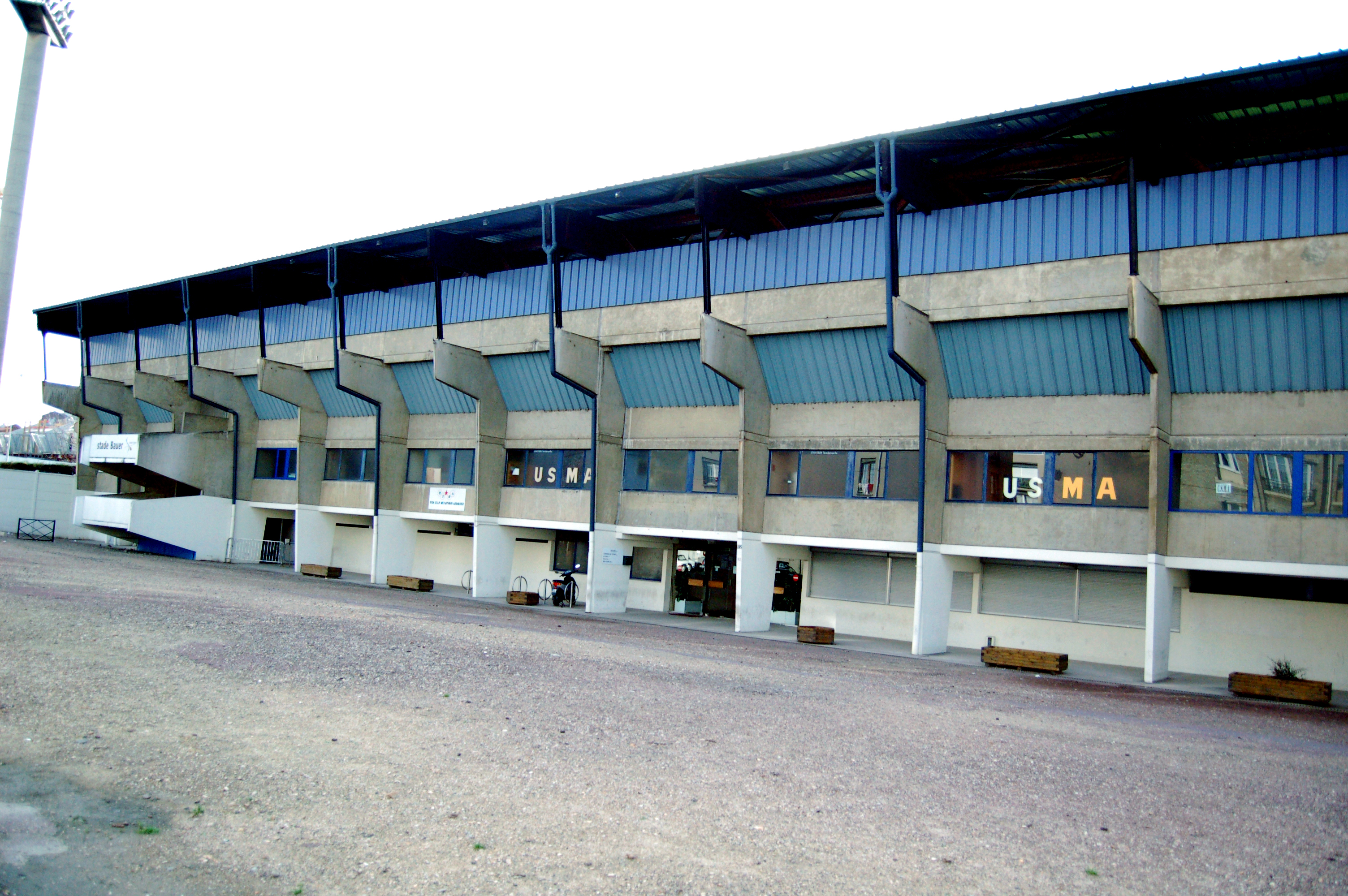
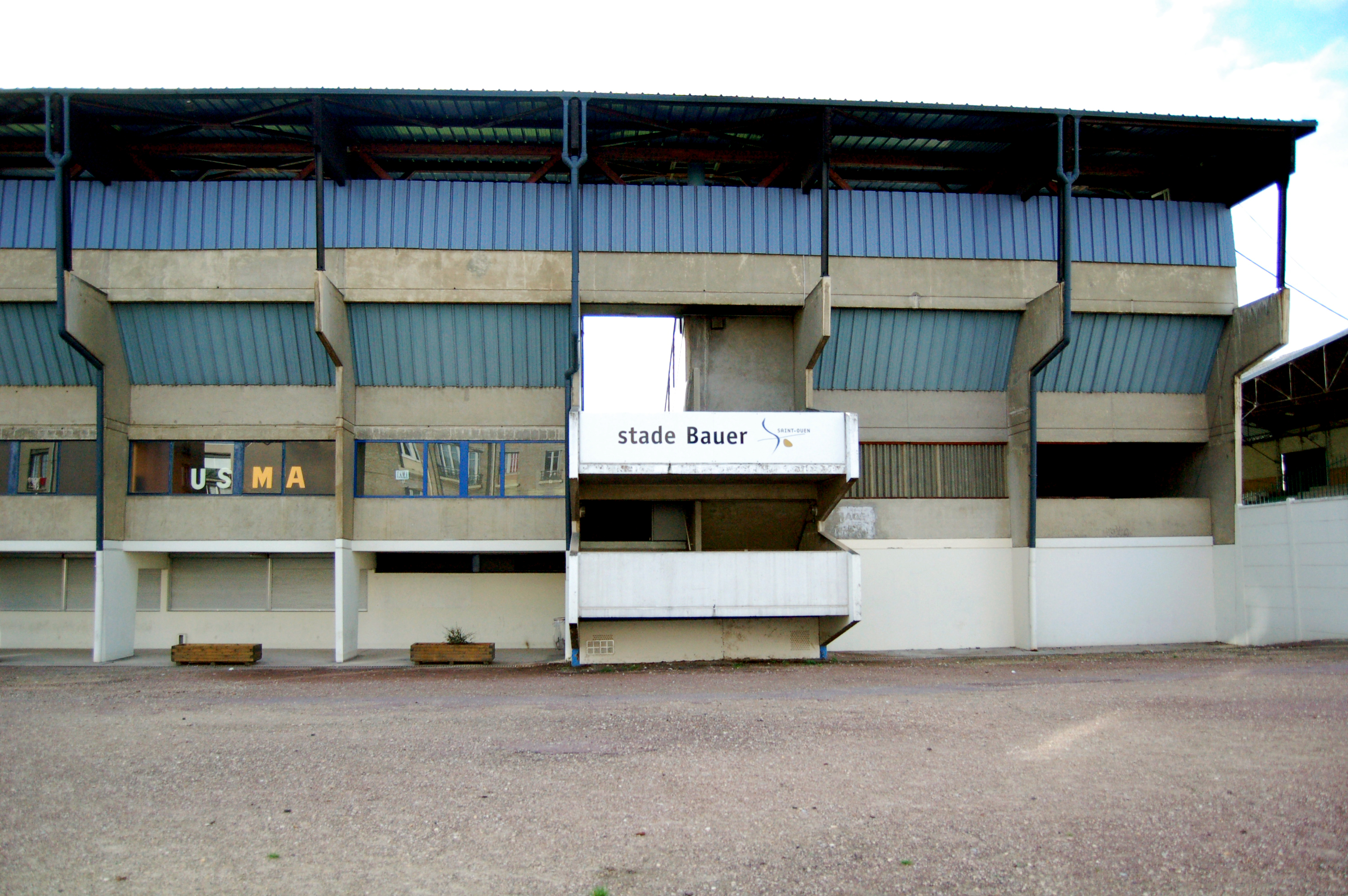
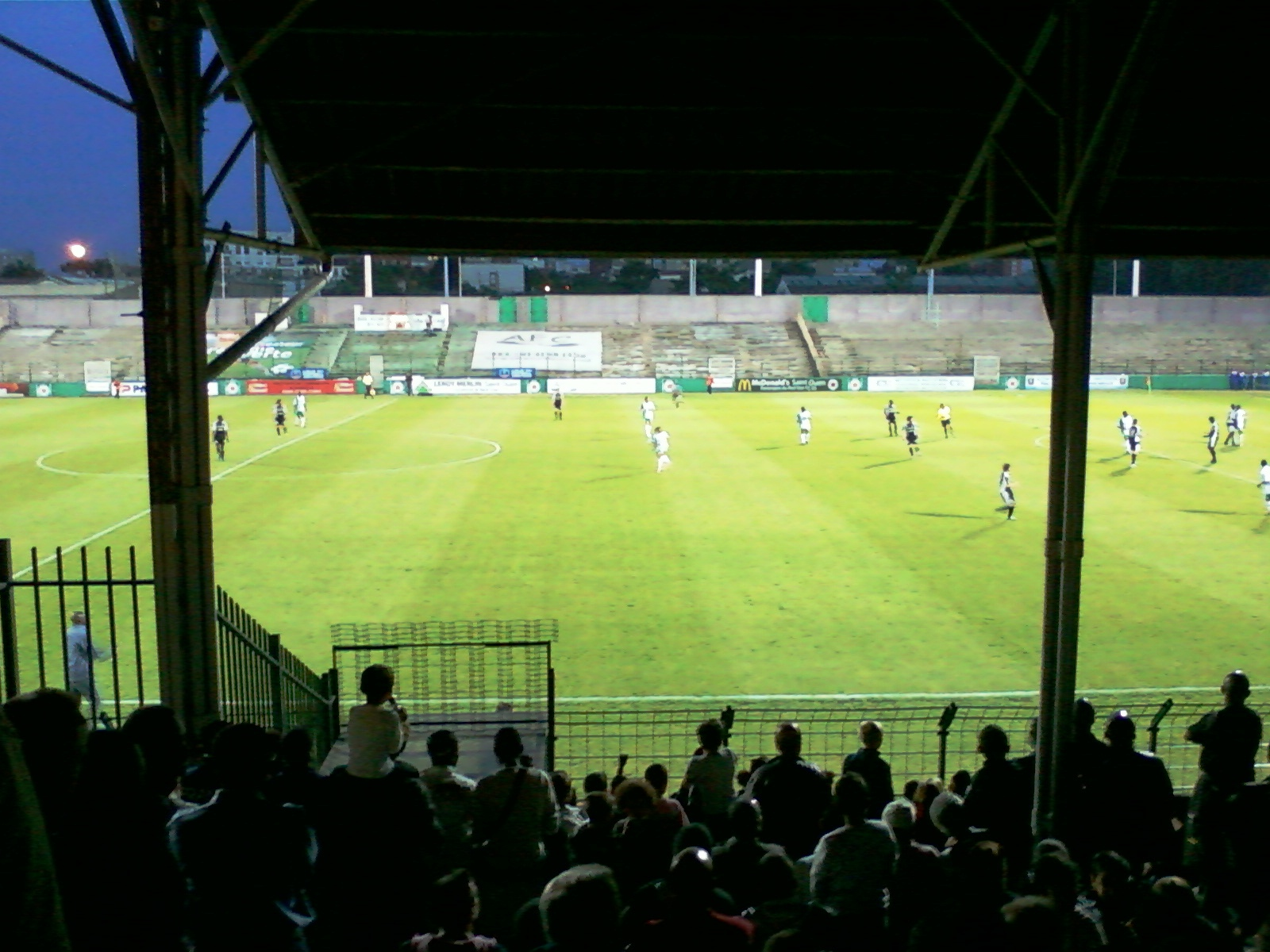

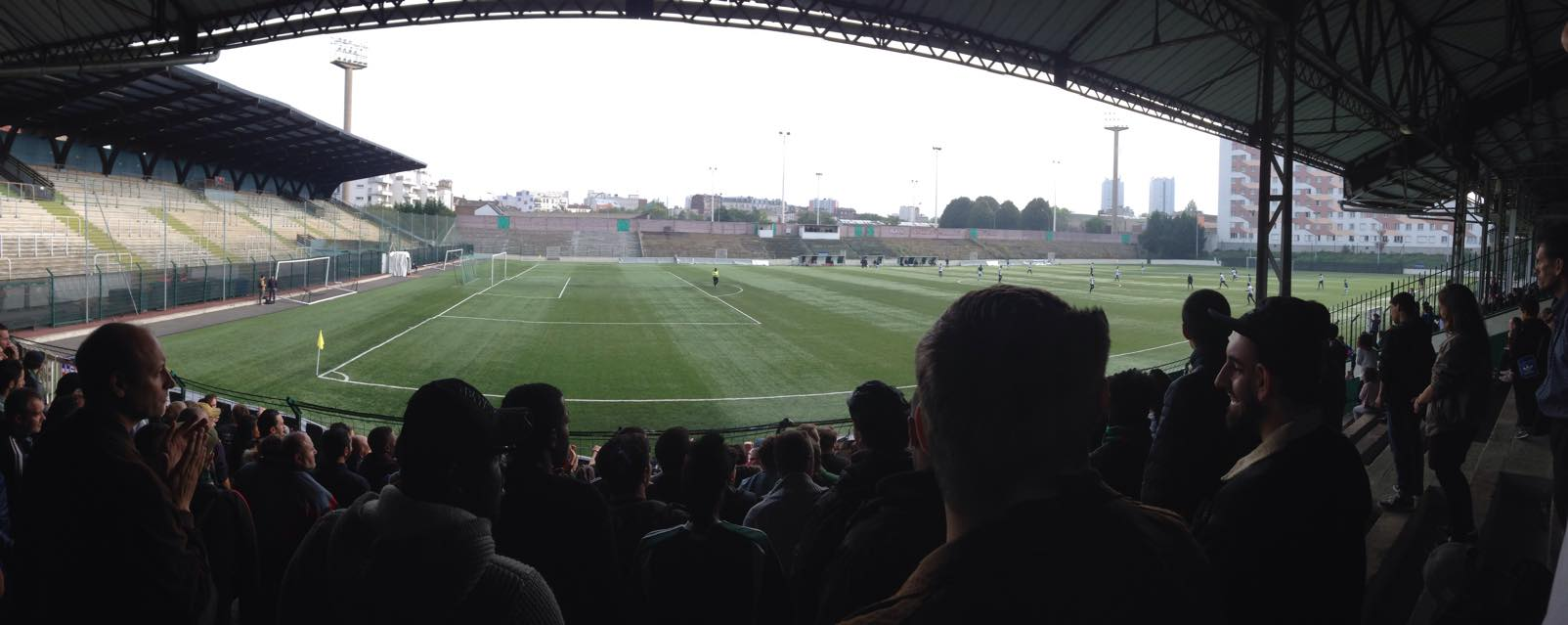